# Mesoliarus malagensis
Mesoliarus malagensis är en insektsart som beskrevs av Matsumura 1910. Mesoliarus malagensis ingår i släktet Mesoliarus och familjen kilstritar.
Artens utbredningsområde är Spanien. Inga underarter finns listade i Catalogue of Life.